# Luigi Troiani

a Compétitions nationales et continentales officielles uniquement.

b Matchs officiels uniquement.
Dernière mise à jour le 31 janvier 2010.
 Luigi Rosario Troiani, né le 25 février 1964 à Afragola (Italie), est un joueur de rugby à XV italien évoluant au poste de demi d'ouverture ou d'arrière.

## Biographie
Luigi Troiani a honoré sa première cape internationale au plus haut niveau le 7 décembre 1985 à L'Aquila (Italie)  avec l'équipe d'Italie contre la Roumanie pour une victoire 19-3.
Le 4 juin 1995 il a joué son dernier match international contre l'Argentine lors de la Coupe du monde de rugby 1995.
Il a connu 47 sélections entre 1985 et 1995 pour 294 points réussis (troisième meilleur buteur international pour l'équipe d'Italie).
Il a joué à L'Aquila Rugby, avec lequel a marqué 2.681 points (quatrième meilleur buteur de l'histoire du Championnat d'Italie); avec cette équipe, il remporte le championnat d'Italie 1993-1994, il joue à l'époque avec des grands joueurs comme Massimo Mascioletti, Serafino Ghizzoni.

## Carrière

### Clubs successifs
- L'Aquila Rugby.

### Équipe nationale
- première cape internationale le 7 décembre 1985 contre la Roumanie.

- dernier match international 4 juin 1995 contre l'Argentine.

## Palmarès

### En club
- championnat d'Italie : 1980-1981, 1993-1994

### Équipe nationale
- 47 sélections (dont 7 non officielles contre France XV) avec l'Italie
- 2 essais, 57 transformations, 57 pénalités
- 294 points
- Sélections par année : 1 en 1985, 5 en 1986, 2 en 1987, 4 en 1988, 4 en 1989, 7 en 1990, 6 en 1991, 5 en 1992, 5 en 1993, 5 en 1994, 3 en 1995.
- Coupe du monde de rugby disputée : 1991 (2 matchs, 2 comme titulaire), 1995 (2 matchs, 2 comme titulaire)